# Abalistes stellatus
Abalistes stellatus är en fiskart som först beskrevs av Anonymous 1798.  Abalistes stellatus ingår i släktet Abalistes och familjen tryckarfiskar. Inga underarter finns listade i Catalogue of Life.